# Паулісти
Паулісти, Товариство Святого Павла, католицьке монаше згромадження, засноване о. Яковом Альберіоне в 1914 році в Альбі, Італія, і утверджене 27 червня 1949 року папою Пієм XII. 
Метою згромадження є «євангелізація через апостолат за допомогою сучасних засобів комунікації». Паулісти використовують всі види засобів масової інформації (пресу, книги, кіно, радіо, телебачення, інтернет та інші засобів масової інформації) для євангелізації. Найважливішою публікацією згромадження є Видання Святого Павла. З 1996 року громада працює над новим польським перекладом Біблії, який був опублікований у 2008 році.
Згромадження становить центральну частину групи взаємопов’язаних католицьких організацій, які утворюють «Родину Святого Павла». До цієї групи належать 5 монаших згромаджень, 4 світські інститути та одна мирська асоціація.
Конгрегація проводить євангелізаційну діяльність у десятках країн світу. Паулісти приїхали до Польщі в 1934 році. У 1967 - 1977 роках орден не діяв у Польщі, а в 1978 році він був офіційно відновлений.
Паулісти носять чорну сутану з чорним поясом.

## Історія

### Початок

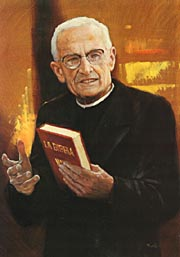
Бл. Яків Альберіоне - засновник Товариства Святого Павла

20 серпня 1914 р. о. Яків Альберіоне разом з двома хлопцями (Десідеріо Коста та Торкуато Армані) провели зустріч в Альбі, під час якої отець повідомив їм свій намір створити новий монаший орден. Цей день вважається початком зародження нової громади, в цей час також заснував і друкарську школу «Маленький робітник» (Piccolo Operaio). Отець Альберіоне обрав покровителем згромадження св. Павла через його особливу письменницьку діяльність серед апостолів.
Перші чотири паулісти склали свої монаші обіти 8 грудня 1917 року. Це були Домінік Мічеле Амбросіо, Джованні Хризостом Десідеріо Коста, Джузеппе Тімотео Джаккардо та Паоло Бартололомео Марселліно. Першим священиком Товариства Святого Павла був Джузеппе Джаккардо (згодом благословенний), який був висвячений на священика 19 жовтня 1919 року. Через 7 років о. Яків Альберіоне послав о. Джаккардо, що після вічних обітів носив ім’я Тимотей, до Риму з метою створення нового будинку громади щоб розпочати зусилля щодо затвердження Товариства Святого Павла. Саме тоді в Римі було збудовано будинок Товариства Святого Павла, який був куплений у бенедиктинців о. Джакардо.
5 жовтня 1921 р. Товариство було офіційно засноване, але лише 12 березня 1927 р. офіційним документом було затверджено Товариство Святого Павла з єпархіальними правами. Через день бл. Яків Альберіоне склав публічно вічні обіти. 23 жовтня 1921 р. о. Альберіоне направив єпископу прохання заснувати Товариство Святого Павла з єпархіальним правом, єпископ 31 грудня звернувся до Святого Престолу за порадою. Відповідь надійшла 9 березня 1922 р. і не була сприятливою для нової громади. Римська конгрегація ченців, посилаючись на документ Пія X Dei Providentis 1906 року, який мав на меті обмеження можливості створення нових інститутів, постановила, що ще не настав час створити новий інститут, а його завдання можна було виконати через звичайний союз духовенства та мирян.
У той час ідея о. Альберіоне була дуже оригінальною, у Ватикані існували побоювання, що з'їзд, присвячений виключно ЗМІ, швидко не розвинеться і втратить свою місію. 16 листопада 1922 р. о. Альберіоне звернувся до єпископа Альби щоб той попросив у Ватикану дозволу визнати згромадження паулістів як принаймні громаду спільного життя  без публічних обітів. Незабаром після того послав до Риму одного зі своїх учнів — о. Уго Міоні — який зустрівся з кардиналами та папою Пієм XI. У січні 1923 р. о. Альберіоне надіслав 2 листи, в яких пояснив місію нової громади кардиналу Камілло Лауренті, який був новим префектом Конгрегації монахів. 8 травня 1923 року Святий Престол повідомив єпископа Альби, що не є проти прохання о. Альберіоне, але радить бути обачним.
У 1921 — 1928 роках у Альбі був створений комплекс будівель, центральне місце якого займав храм, присвячений св. Павлу. О. Альберіоне так писав про св. Павла:
«Це він створив Товариство Святого Павла, якого і є засновником. Це не Товариство Святого Павла вибрало його, але він вибрав нас, я скажу більше, він нас народив».

### Перші журнали
Першими журналами, виданими Товариством Святого Павла, були:
- La Domenica (Неділя) (опублікований в 1921 р.) — пояснює недільні читання, публікується донині.
- La Buona Parola (Добре слово) (опублікований в 1922 р.) — сьогодні вже не існує.
- il Giornalino (Щоденник) (опублікований у 1924 р.) — щотижневий журнал для дітей що виходить донині.
- L'Aspirante (виданий у 1924 р.) — журнал для молоді, згодом перейнятий Католицькою Акцією
- il Seme (Насіння) (опублікований в 1925 р.) — містив катехизацію та поради щодо поглиблення власного духовного життя.
- La Voce di Roma (Голос Риму) (опублікований у 1926 р.) — публікував промови та документи Папи Римського та Святого Престолу.
- La Domenica Illustrata (Ілюстрована Неділя) (опублікований в 1927 р.) — інформаційний та освітній тижневик, скерований до сімей. Пізніше змінив назву на Orizzonti, а потім був ліквідований.
- Фамілья Крістіана (Християнська родина) (опублікований у 1931 р.) — щотижневий журнал, адресований сім'ям, виходить донині тиражем 1,5 мільйона.
- Bollettino Parrocchiale Liturgico (Парафіяльний богослужбовий вісник) (виданий у 1932 р.) — щомісячний журнал, завданням якого було підготувати вірних до свідомої та активної участі в літургії Церкви. Сьогодні його замінив Vita in Cristo e nella Chiesa.
- La Madre di Dio (Мати Божа) (опублікований в 1932 р.) — місячник маріанської тематики.

### Розвиток Конгрегації

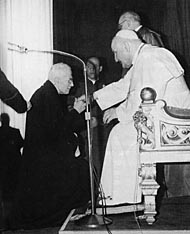
о. Яків Альберіоне з папою Іваном XXIII.

З 1931 р. нове згромадження поширилося на нові країни. У 1931 році паулісти вирушили до Бразилії, Аргентини та США, а в жовтні 1932 року до Франції. У 1934 році вони з’явились в Іспанії, Японії та Польщі. У лютому 1935 року наступні паулісти були відправлені до Китаю, Індії та Філіппін.
У 1936 році штаб-квартира Товариства переїхала з Альби до Риму, що започаткувало перший Генеральний Дім Родини Святого Павла. У 1939 р. о. Яків Альберіоне заснував «Сан-Паоло Фільм» (італ. San Paolo Film) — інституцію, яка виробляє та розповсюджує фільми на релігійну тематику.
Друга світова війна загальмувала розвиток Товариства, багатьох паулістів відправляли до таборів, а о. Альберіоне був в конфлікті з фашистською цензурою.
У 1946 році паулісти відновили свою місіонерську діяльність. Того ж року вони з'явились в Ірландії та Швейцарії, через рік поїхали до Колумбії, Чилі, Мексики та Англії, у 1951 році до Венесуели, на початку 1952 року на Кубу, в 1953 році до Австралії, а в 1954 році до Німеччини. Наприкінці 1957 р. прибули перші паулісти в Конго.
Перша радіостанція Товариства була відкрита в Римі в 1948 році, і в тому ж році паулісти відкрили в Японії радіостанцію під назвою «Японське культурне радіо».
27 червня 1949 р. Папа Пій XII офіційно затвердив збори. У 1950 році о. Альберіоне заснував товариство «Ut unum sint» (Щоб були одним), спрямоване на розділених братів. Асоціація породила екуменізм, який офіційно був затверджений Католицькою Церквою в 1964 р. на ІІ Ватиканському соборі. Щоб відзначити оголошений папою Пієм XII Марійний рік (1954 р.) «Сан-Паоло Фільм» — Паулінська установа, що займається виробництвом фільмів - випустила перший в своїй історії кольоровий фільм під назвою «Mater Dei», при виробництві якого працював, серед інших о. Альберіоне.
4 квітня 1957 року під час першого генеральної капітули Товариства Святого Павла о. Альберіоне обраний генеральним настоятелем. Друга генеральна капітула, що тривала з 22 квітня 1969 року по 2 липня 1971 року, обрала нового генерального настоятеля, яким став о. Луїджі Дамазо Заноні, а отцю Альберіоне було присвоєно звання Відставного та довічного Генерального настоятеля. 26 листопада 1971 року засновник ордену о. Яків Альберіоне помер у Римі.

### Паулісти сьогодні

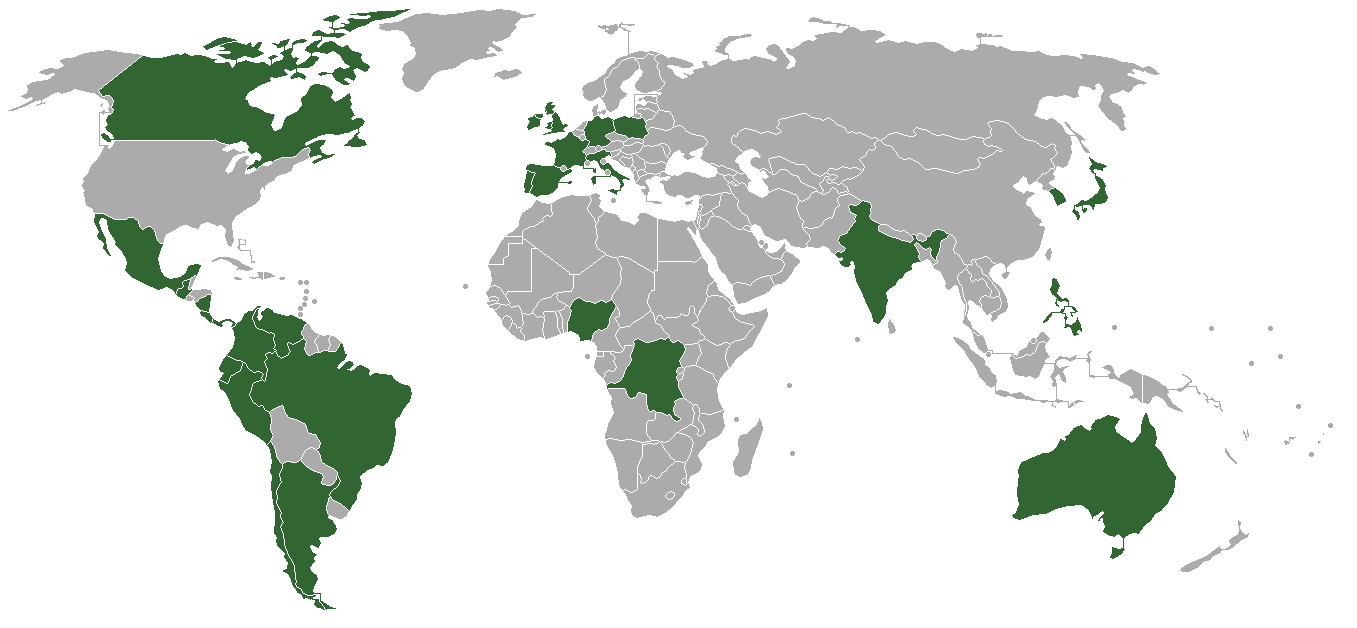
Паулісти у світі

Сьогодні Товариство Святого Павла присутнє в 30 країнах:
| - Аргентина - Австралія - Бразилія - Велика Британія - Венесуела - Гватемала - ДР Конго - Еквадор - Іспанія - Італія | - Індія - Ірландія - Канада - Колумбія - Коста-Рика - Макао - Мексика - Німеччина - Нігерія - Нікарагуа | - Панама - Перу - Південна Корея - Польща - Португалія - США - Україна - Філіппіни - Франція - Чилі - Японія |

У всіх цих країнах паулісти здійснюють редакційну та видавничу діяльність та провадять пастирську працю.
Конкретна діяльність Товариства Святого Павла в окремих країнах:
- Бразилія — паулісти публікують газету «O Domingo» (Неділя) та журнал «Revista Communicare».
- Чилі — керують радіостанцією Радіо Марія.
- Філіппіни — видають щомісячний журнал Християнська Родина (Famiglia Cristiana), Home Life, Youngster, Halo (комікс про життя Ісуса та святих).
- Іспанія — провадять Міжнародне католицьке біблійне товариство[2], яке займається поширенням Біблії. Публікують щомісячник Християнську Родина (Famiglia Cristiana).
- Мексика — паулісти проводять Міжнародне вивчення соціальних комунікацій, яке готує як духовенство, так і мирян до використання найсучасніших технік у редакційній та видавничій роботі. Видають журнали: El domingo, Mi dominguito, Pan de la Palabra.
- Польща — через Видавництво Святого Павла, видавництва паулістів, поширюють музичні видання, календарі, листівки і книги. Видавництво має свої філії в Любліні (Редакція Книжок) та Варшаві. У Ченстохові, Любліні, Катовицях, Кельцях та Вроцлаві є фірмові книгарні, а офіси гуртових продажів знаходяться в Ченстохові та Гнезно. Видавництво має власну мережу розповсюдження, яка охоплює всю територію Польщі [3].
- Португалія — видає щомісячну Християнська Родина (Famiglia Cristiana).
- США — публікує щомісячник Pastoral Life, адресований священикам.
- Італія — керує Міжнародним центром сімейних досліджень[4]. Видають найбільший італійський тижневик - Famiglia Cristiana (Християнська Родина), тиражем 2 мільйони примірників. Щотижневик Giornalino (Щоденник), що виходить з 1924 року, призначений для дітей. Щотижневик Vita Pastorale призначений для душпастирів, американським аналогом якого є Pastoral Life. У Ломбардії та П'ємонті транслюється телеканал Tele Nova. Також мають свою радіостанцію Circuito Marconi. Іншими журналами що видаються в Італії є: «Stadium» (на спортивну тематику), «Letture», «Jesus», «Club3», «Famiglia Oggi», «G Baby», «La Domenica» (Niedziela), «Gazzeta d'Alba», «Madre di Dio», «Il Cooperatore Paolino».

В даний час паулісти продають 10 мільйонів примірників книг щороку, в тому числі 2 мільйони примірників Біблії, видають понад 50 журналів, якими вони охоплюють понад 25 мільйонів читачів.

## Паулісти в Польщі

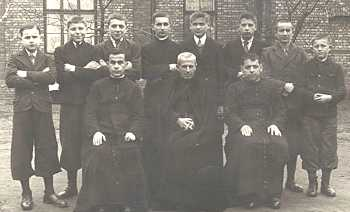
Перші польські паулісти разом з о. Альберіоне (в центрі, сидить). З лівого боку о. Альберіоне сидить о. Равін, а праворуч о. Рікольфі

Перші два паулісти приїхали до Польщі 14 листопада 1934 року, були ними о. Чезаре Робальдо та о. Доменіко Равіна. Від початку перебування в Польщі о. Робальдо задумався про новий переклад Біблії, розраховував тут на допомогу о. Едварда Гжимала.
У березні 1935 р. була готова частина перекладів Євангелія о. Гжимала. Після видачі курією згоди на проживання, паулісти переїхали (30 червня 1935 р.) у Жолібож до помешкання за адресою вулиця Рибінського 4.
Паулісти випустили свою першу книгу наприкінці 1935 року. Це була біографія св. Терези від Дитятка Ісуса. У червні 1936 року з’явилося перше видання Євангелія.
11 липня 1936 року паулісти переїхали до Ченстохови, де створили свою першу друкарню. 26 лютого 1939 року польських паулістів відвідав засновник конгрегації бл. Яків Альберіоне.
Спалах Другої світової війни та повоєнні радянські репресії значно послабили орден. 2 січня 1967 року помер перший — тоді ще й єдиний — польський пауліст, о. Юзеф Лабендзь.

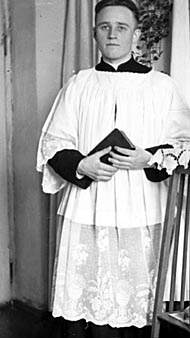
О. Юзеф Лабендзь — перший польський пауліст

Згромадження припинило своє існування в Польщі аж до 1977 року, коли нові кандидати в громаду з'явилися завдяки зусиллям сестер Учениць Божественного Вчителя. Саме тоді прибув з Італії о. Інокенцо Данте.
22 лютого 1978 р. до конгрегації приєдналися три постулати, таким чином Товариство Святого Павла в Польщі було оновлено, а 15 травня 1981 р. Управління до справ віросповідання офіційно легалізувало згромадження в Польщі. 23 квітня 1984 року паулісти отримали нове місце, Будинок Королеви Польщі за адресою вул. св. Павла 13/15 у Ченстохові, яку освятив Предстоятель Польщі кардинал Юзеф Глемп. Товариство отримало ліцензію на проведення діяльності 25 травня 1988 року.
Перші священичі свячення після відновлення паулістів у Польщі в 1978 році прийняв Ришард Марія Томашевський від папи Івана Павла ІІ у Любліні під час його третього паломництва до Польщі (9 червня 1987 р.).

### Біблія Паулістів
У 1996 році з ініціативи Міжнародного Католицького Біблійного товариства (SOBICAIN), що діє в структурах Товариства Святого Павла, розпочалася робота над новим перекладом Святого Письма з оригінальних мов на польську мову.
До співпраці були запрошені багато біблійних вчених з великих теологічних центрів Польщі, а також група польських учених, які стежать за правильністю та комунікабельністю польської мови. Зі змістовної сторони весь твір контролював: о. проф. Юліан Важеха та о. проф. Антоній Троніна (Старий Завіт) та о. проф. Ян Лах та о. д-р хаб. Францишек Міцкевич (Новий Завіт). Робота проводилася в кілька етапів. По-перше, велика група біблійних вчених перекладала на грецькій мові та івриті. Основою перекладу Нового Заповіту служив Новий Завіт Грецькою, в редакції Нестле–Аланда, Штутгарт, 1993. Основу перекладу Книги Псалмів взято з Biblia Hebraica Stuttgartensia, ред. HP Rüger, Штутгарт, 1990
Хоча робота над Старим Заповітом ще не завершена, у 2005 році (імпріматур — 30 червня) було вирішено опублікувати першу частину Біблії Паулістів, що є перекладом Нового Завіту та Книги Псалмів із пояснювальними текстами. Тоді було підготовлено видання Старого Завіту (імпріматур — 28 червня 2008 р.). Повне видання Святого Письма (Старого та Нового Завітів) відбулося в листопаді 2008 року.

## Знак згромадження

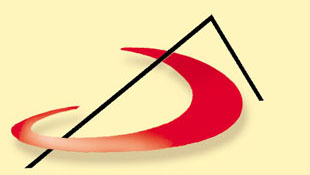
Знак Товариства св. Павла та видання св. Павла

У 1991 році паулісти почали працювати над прийняттям одного загального знака. З проханням щодо праці над проектом нового знаку Товариства звернулись до відомого італійського стиліста Джорджетто Джуджаро.
Символіка знака полягає в наступному: Дві лінії, висхідні та низхідні, являють собою рятівну дію Слова, яке, за словами Бога, передане через пророка Ісаю: «Це виходить з моїх уст, і воно не повертається до мене безплідно, поки спочатку воно не зробило те, що я хотів, і успішно не виконало свою місію». Алегорія сходження слова до Бога завершена горизонтально розташованою літерою «Р» — ініціал імені святого Павла, фундаментального для інституційної та апостольської ідентичності Товариства. Орбіта виражає через свою спіральну структуру істотну особливість місії паулістів — універсалізм засобів і реципієнтів, що характеризує діяльність св. Апостола Павла та особу Засновника, о. Якова Альберіоне. Загальна капітула паулістів прийняла знак в 1992 році. Його використовують як Товариство Святого Павла так і видавництво Видання св. Павла.

## Видання Святого Павла
Видання св. Павла — це паулістське видавництво, яке видає музичні видання, календарі, листівки та книги. На початку своєї діяльності в Польщі видавництво отримало назву Паулінське Видавництво (пол. Edycja PaulińskaEdycja Paulińska) і позначало свою продукцію літерами «ep». У 1991 році паулісти почали працювати над новим логотипом, який був прийнятий VI Генеральною Капітулою згромадження у 1992 році.

### Журнал Familia
У квітні 2008 року видавництво видало « Журнал Familia» — щомісячник на сімейну тематику. Зміст  журналу стосується Фамілья Крістіана, одного з найбільших тижневиків Італії.

## Родина Святого Павла
Під час своєї діяльності о. Яків Альберіоне заснував кілька релігійних конгрегацій та світських інститутів, які спільно відомі як «Родина Святого Павла».
В склад Родини Святого Павла входять:
- Релігійні згромадження:
  - Товариство Святого Павла — (засноване в 1914 р., У Польщі з 1978 р. ), Собор оголошує Євангеліє засобами соціального спілкування.
  - Згромадження Сестер Дочок Святого Павла (FSP) — (засноване в 1915 р.), згромадження займається проголошенням Євангеліє засобами соціального спілкування.
  - Сестри Учениці Божественного Вчителя (PDDM) — (засновані 1924 р.), сестри адорують Найсвятіші Тайни, займаються служінням священикам та богослужбовим апостольством.
  - Сестри Ісуса Доброго Пастиря (SGBP) — (заснована в 1938 р.), сестри займаються душпастирською роботою в парафіях.
  - Інститут Цариці Апостолів для покликань (AP) — (Заснований в 1957 році, сестри присвячені роботі нових покликань.

- Світські інститути:
  - Інститут Ісуса Священика (IGS) — (заснований у 1960 році), інститут збирає єпархіальних священиків, які підтримують апостолат паулістів.
  - Інститут Святого Архангела Гавриїла (ISGA) — (створений у 1958 р.), займається працею серед мирян.
  - Інститут Пресвятої Діви Марії Благовіщення (IMSA) — (створений у 1958 р.), займається працею серед мирян.
  - Інститут Святої Родини (ISF) — (заснований у 1960 р.), зосереджує подружні пари, які молитовно підтримують апостолат паулістів.

- Товариство Співпрацівників Родини Святого Павла (засноване в 1917 р.) об'єднує мирян, котрі співпрацюють у апостольстві паулістів.

### Герб Родини Святого Павла
Герб Родини Святого Павла розробив бл. Тімотео Джаккардо 20 серпня 1964 року. Герб пояснив о. Альберіоне так:

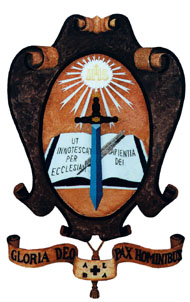
Герб Родини св. Павла

- Свята Гостія — це Ісус Христос, Божественний Вчитель, Шлях, Істина та Життя... Він є  щоденним хлібом, який живить, зміцнює та освячує. Ми народилися від Євхаристії.
- Книга — це Святе Письмо, яке для паулістів і паулісток є щоденним читанням, і в той же час першою книгою, яку ми зобов’язані поширювати. Писання — це суть усього нашого вчення.
- Перо є першим засобом соціального спілкування і символізує всі інші засоби масової інформації.
- Напис у відкритій книзі гласить: Ut innotescat per Ecclesiam sapientia Dei, тобто «Щоб мудрість Божа могла бути виявлена через Церкву» (Еф. 3:10). Це свідчить про те, що ми є дітьми і покірними слугами Церкви, яка є охоронцем відкритої Божої правди.
- Меч символізує святого апостола Павла. Це також нагадує нам, що слово Боже — це меч, який відокремлює людину від духу цього світу.
- Альба означає чотирьох євангелістів, які символізуються Ангелом (Ангелусом), Левом (Левом), Волом (Бос) та Орлом (Акіла). Слово Альба — це також назва місцевості, де народилася Родина Святого Павла.
- Glorio deo, pax hominibus, що означає «Слава Богу, мир людям» — це цілі, заради яких Ісус Христос прийшов у світ. Інших цілей для Родини Святого Павла немає.
- Щит Герба оточує різні символи, нагадуючи нам, що паулісти та паулістки повинні дбати про свій дух і з силою виконувати свою місію. Нагадую всім, що Божі справи здійснюються через Божий народ!

## Відомі паулісти
- бл. о. Яків Альберіоне — засновник конгрегації.
- бл. о. Джузеппе Тімотео Джаккардо
- о. Ґабріель Аморт
- о. Юзеф Лабендзь
- о. Доменіко Равіна
- о. Чезаре Робальдо
- Маджоріно Віголунго
- о. Франциск К'єза
- брат Андреа Марія Борелло
- Текля Тереза Мерло
- Схоластика Марія Рівата
- о. Роман Млечко — автор сентенцій та афоризмів